# Där björkarna susa
Där björkarna susa är en visa om sommar och om kärlek. Den är skriven av Viktor Sund och tonsatt av Oskar Merikanto 1916. Sången spelades in första gången på skiva 1919 av Oscar Bergström på en 78-varvare tillsammans med melodin "Sverige".
Melodin har legat på Svensktoppen i två omgångar. Den första gången var en inspelning av Jailbird Singers, vilken låg på listan i 21 veckor under perioden 30 januari-19 juni 1965, med en andraplats som högsta placering. Den andra gången var en inspelning av Hootenanny Singers, vilken låg på listan i fem veckor under perioden 31 december 1972–28 januari 1973, med tredjeplats som högsta placering.
Den har spelats även in av bland annat Sven-Olof Sandberg, Bertil Boo, Anna-Lisa Öst (Lapp-Lisa), Alf Robertsson  och Curt Haagers (1987). Lotta Engberg spelade in den i duett med Jarl Carlsson på deras vispopalbum Kvinna & man från 2005. Totalt finns 121 skivinspelningar av visan registrerade i Svensk mediedatabas.

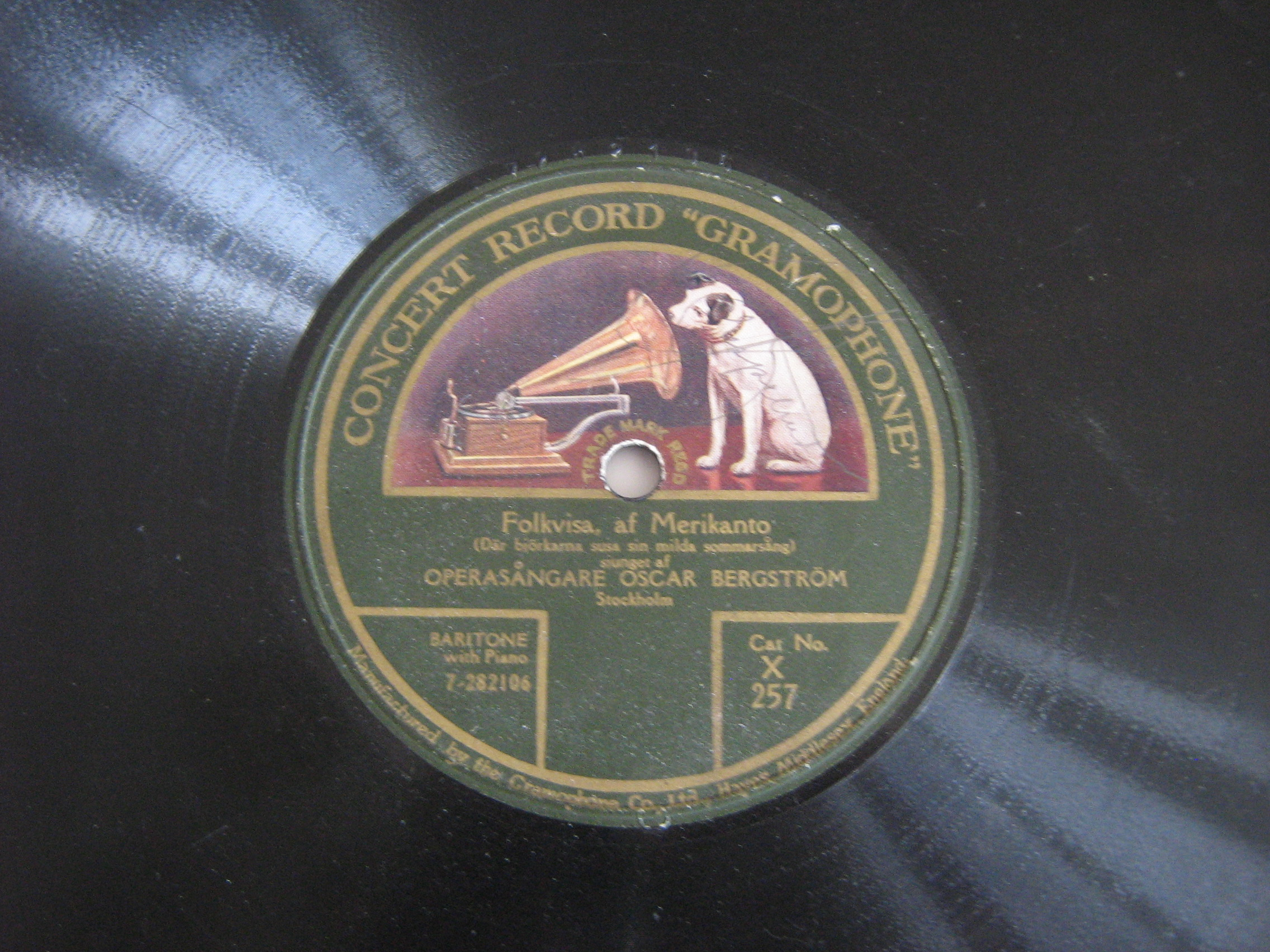
Oscar Bergströms inspelning av "Där björkarna susa".